# El palo
El palo és una pel·lícula espanyola d'Eva Lesmes estrenada l'any 2001.

## Argument
És la història d'un atracament portat a terme pel grup més improbable de lladres de la història del robatori a Espanya: una noia de la neteja d'un banc, una senyora de bé vinguda a menys, una embarassada dependenta d'un "tot a cent" i una macarrilla sense futur. Així doncs, la molt femenina banda d'atracadores comença a actuar amb els preparatius, els assajos, els molts problemes, la poca disposició natural d'aquestes dones cap al fet delictiu, etc. Això les duu a conèixer-se millor i a estrènyer diversos llaços afectius entre elles, al mateix temps que les duu a enfrontar-se cadascuna amb les seves propis fantasmes. Però si la preparació potser ha estat divertida, l'atracament és una cosa molt seriosa.

## Repartiment
- Adriana Ozores: Lola
- Malena Alterio: Violeta
- Maribel Verdú: Silvia
- Carmen Maura: Mayte
- Juan Gea: Director
- Jaime Pujol: Gustavo
- Joaquim Climent: Enrique